# Segunda Categoría de Ecuador 2024
La Segunda Categoría 2024, llamado oficialmente «Ascenso Nacional Ecuabet 2024», fue la edición N.º 51 de la Segunda Categoría del fútbol ecuatoriano, este torneo fue el tercer escalafón en la pirámide del fútbol ecuatoriano en la temporada 2024 por detrás de la Serie A y Serie B, las fases finales comenzaron a disputarse el 27 de septiembre y finalizaron el 15 de diciembre de 2024.
En 1967, se denominó Segunda División Ecuatoriana de Fútbol ya que aún no se formaba la Serie B en los años 1967-1970. En los años 1968-1974, se jugó los campeonatos provinciales tras la desaparición de la Segunda División Ecuatoriana de Fútbol. En los años 1973 y 1983-1988 se desarrolló como el segundo nivel del fútbol ecuatoriano tras la desaparición de la Serie B y retomando su antiguo nombre. El torneo actualmente comprende de dos etapas: el primer semestre del año se juegan los campeonatos provinciales, y en el segundo semestre las fases nacionales de play-offs.
Los clubes ascendidos a la Serie B fueron 22 de Julio de Esmeraldas y Atlético Vinotinto de Pichincha. La final única se disputó en el estadio Etho Vega Baquero de la ciudad de Santo Domingo, donde 22 de Julio ganó 2-1, fue el primer título de la categoría para el equipo esmeraldeño.

## Sistema de campeonato
El formato y distribución de los cupos para cada asociación en el torneo de Segunda Categoría 2024 fue confirmado por parte de la FEF el 15 de septiembre de 2024. Fue ratificado por parte del Comité Ejecutivo de la FEF, ahí las diferentes asociaciones ratificaron el sistema de campeonato, el formato fue cambiado en la temporada 2020, se eliminó las fases de zonales, cuadrangulares semifinales y final y se lo reemplazó con play-offs ida y vuelta, para esta edición se mantuvo el número de participantes desde la fase nacional, fueron 64 equipos que compitieron desde treintaidosavos de final hasta la final, es decir la asignación de cupos a cada asociación dependió del número total de equipos participantes.
Fase provincial (primera etapa)
- La primera fase estuvo conformada por 22 asociaciones provinciales de fútbol, cada asociación tuvo su propio formato de clasificación.[13]
- Para esta edición por séptimo año consecutivo, la asociación de Napo se encontró inactiva por no tener el número mínimo de clubes requerido para ser parte de la FEF.
- Galápagos fue la única provincia que no tuvo una asociación afiliada a la FEF, por lo tanto no participó en el torneo.
- La asignación de cupos se hizo en base a la cantidad de equipos que cumplieron con los requisitos jurídicos y legales en el tiempo establecido.[14]

| N.° | Asociación       | Clubes | Regularizados | Cupos |
| --- | ---------------- | ------ | ------------- | ----- |
| 1   | Guayas           | 27     | 26            | 8     |
| 2   | Manabí           | 24     | 24            | 7     |
| 3   | Pichincha        | 21     | 18            | 6     |
| 4   | Azuay            | 15     | 15            | 5     |
| 5   | Santa Elena      | 13     | 13            | 4     |
| 6   | Los Ríos         | 12     | 11            | 3     |
| 7   | Esmeraldas       | 10     | 10            | 3     |
| 8   | Cotopaxi         | 16     | 9             | 3     |
| 9   | El Oro           | 10     | 9             | 3     |
| 10  | Cañar            | 9      | 9             | 3     |
| 11  | Chimborazo       | 9      | 8             | 3     |
| 12  | Bolívar          | 8      | 7             | 2     |
| 13  | Tungurahua       | 7      | 7             | 2     |
| 14  | Pastaza          | 6      | 6             | 2     |
| 15  | Santo Domingo    | 6      | 6             | 2     |
| 16  | Zamora Chinchipe | 5      | 5             | 2     |
| 17  | Sucumbíos        | 5      | 5             | 1     |
| 18  | Imbabura         | 5      | 4             | 1     |
| 19  | Loja             | 4      | 4             | 1     |
| 20  | Orellana         | 4      | 4             | 1     |
| 21  | Morona Santiago  | 3      | 3             | 1     |
| 22  | Carchi           | 4      | 2             | 1     |
| 23  | Galápagos        | 0      | 0             | 0     |
| 24  | Napo             | 0      | 0             | 0     |

Fase nacional (fase play-offs)
- Los 64 equipos clasificados de los torneos provinciales fueron emparejados por sorteo en llaves ida y vuelta de eliminación directa.[15]
- La Fase nacional constó de 6 etapas:
  - Treintaidosavos de final
  - Dieciseisavos de final
  - Octavos de final
  - Cuartos de final
  - Semifinales
  - Final
- En las dos primeras fases eliminatorias no se podían enfrentar equipos de la misma provincia.
- La Final fue la única fase que se jugó a partido único en cancha neutral.
- El campeón y subcampeón ascendieron a la Serie B 2025.

## Equipos clasificados
| Asociación                             | Equipo | Vía de clasificación |
| -------------------------------------- | --- | --- |
| Azuay 5 cupos                          | Club Deportivo Cuenca Juniors Aviced Fútbol Club Club Baldor Bermeo Cabrera Club Deportivo Estrella Roja Liga Deportiva de Cuenca                                                  | Campeón de la Segunda Categoría de Azuay 2024 Subcampeón de la Segunda Categoría de Azuay 2024 3.er puesto de la Segunda Categoría de Azuay 2024 4.º puesto de la Segunda Categoría de Azuay 2024 5.º puesto de la Segunda Categoría de Azuay 2024 |
| Bolívar 2 cupos                        | Mineros Sporting Club Guaranda Fútbol Club | Campeón de la Segunda Categoría de Bolívar 2024 Subcampeón de la Segunda Categoría de Bolívar 2024 |
| Cañar 3 cupos                          | La Troncal Fútbol Club Club Independiente Azogues Udinense Fútbol Club | Campeón de la Segunda Categoría de Cañar 2024 Subcampeón de la Segunda Categoría de Cañar 2024 3.er puesto de la Segunda Categoría de Cañar 2024 |
| Carchi Un cupo                         | Montúfar Fútbol Club | Campeón de la Segunda Categoría de Carchi 2024 |
| Chimborazo 3 cupos                     | Centro Deportivo Olmedo Daquilema Fútbol Club New SanFra Sporting Club | Campeón de la Segunda Categoría de Chimborazo 2024 Subcampeón de la Segunda Categoría de Chimborazo 2024 5.º puesto de la Segunda Categoría de Chimborazo 2024 |
| Cotopaxi 3 cupos                       | Club Deportivo Panamericana Club Deportivo La Unión Club Atlético Kin | Campeón de la Segunda Categoría de Cotopaxi 2024 Subcampeón de la Segunda Categoría de Cotopaxi 2024 3.er puesto de la Segunda Categoría de Cotopaxi 2024 |
| El Oro 3 cupos                         | Huaquillas Fútbol Club Club Cantera Orense Bonita Banana Sporting Club | Campeón de la Segunda Categoría de El Oro 2024 Subcampeón de la Segunda Categoría de El Oro 2024 3.er puesto de la Segunda Categoría de El Oro 2024 |
| Esmeraldas 3 cupos                     | 22 de Julio Fútbol Club Club Atlético Quinindé Club Deportivo 5 de Agosto | Campeón de la Segunda Categoría de Esmeraldas 2024 5.º puesto de la Segunda Categoría de Esmeraldas 2024 6.º puesto de la Segunda Categoría de Esmeraldas 2024 |
| Guayas 8 cupos                         | Club Sport Patria Club Deportivo Everest Búhos ULVR Fútbol Club Naranja Mekánica Fútbol Club Astillero Fútbol Club Toreros Fútbol Club Club Atlético JBG Club Deportivo Filanbanco | Campeón de la Segunda Categoría de Guayas 2024 Subcampeón de la Segunda Categoría de Guayas 2024 3.er puesto de la Segunda Categoría de Guayas 2024 4.º puesto de la Segunda Categoría de Guayas 2024 5.º puesto de la Segunda Categoría de Guayas 2024 6.º puesto de la Segunda Categoría de Guayas 2024 7.º puesto de la Segunda Categoría de Guayas 2024 8.º puesto de la Segunda Categoría de Guayas 2024 |
| Imbabura Un cupo                       | La Cantera Fútbol Club | Subcampeón de la Segunda Categoría de Imbabura 2024 |
| Loja Un cupo                           | Club Sportivo Loja | Campeón de la Segunda Categoría de Loja 2024 |
| Los Ríos 3 cupos                       | Club Deportivo San Camilo Club Deportivo Quevedo Fútbol Club Insutec | Campeón de la Segunda Categoría de Los Ríos 2024 Subcampeón de la Segunda Categoría de Los Ríos 2024 3.er puesto de la Segunda Categoría de Los Ríos 2024 |
| Manabí 7 cupos                         | Liga de Portoviejo Club Deportivo La Paz Juventud Italiana Jipijapa Fútbol Club 11 de Mayo Fútbol Club Exapromo Costa Fútbol Club Club Deportivo New Porto                         | Campeón de la Segunda Categoría de Manabí 2024 Subcampeón de la Segunda Categoría de Manabí 2024 3.er puesto de la Segunda Categoría de Manabí 2024 4.º puesto de la Segunda Categoría de Manabí 2024 5.º puesto de la Segunda Categoría de Manabí 2024 6.º puesto de la Segunda Categoría de Manabí 2024 7.º puesto de la Segunda Categoría de Manabí 2024                                                   |
| Morona Santiago Un cupo                | Club Liga de Macas | Campeón de la Segunda Categoría de Morona Santiago 2024 |
| Orellana Un cupo                       | Club Deportivo Coca | Campeón de la Segunda Categoría de Orellana 2024 |
| Pastaza 2 cupos                        | La Cantera de Pastaza Puerto Valle Fútbol Club | Campeón de la Segunda Categoría de Pastaza 2024 Subcampeón de la Segunda Categoría de Pastaza 2024 |
| Pichincha 6 cupos                      | Club General Miguel Iturralde Club Deportivo Meridiano Club Atlético Vinotinto Club Deportivo Aampetra Sociedad Deportivo Quito Club Deportivo Tumbaco AV25                        | Campeón de la Segunda Categoría de Pichincha 2024 Subcampeón de la Segunda Categoría de Pichincha 2024 3.er puesto de la Segunda Categoría de Pichincha 2024 4.º puesto de la Segunda Categoría de Pichincha 2024 7.º puesto de la Segunda Categoría de Pichincha 2024 10.º puesto de la Segunda Categoría de Pichincha 2024                                                                                  |
| Santa Elena 4 cupos                    | Luz Valdivia Fútbol Club Club Deportivo Santa Elena Sumpa Huancavilca Sporting Club Santa Elena Sporting Club                                                                      | Campeón de la Segunda Categoría de Santa Elena 2024 Subcampeón de la Segunda Categoría de Santa Elena 2024 3.er puesto de la Segunda Categoría de Santa Elena 2024 4.º puesto de la Segunda Categoría de Santa Elena 2024 |
| Santo Domingo de los Tsáchilas 2 cupos | Club Deportivo Santo Domingo La Concordia Sporting Club | Campeón de la Segunda Categoría de Santo Domingo de los Tsáchilas 2024 3.er puesto de la Segunda Categoría de Santo Domingo de los Tsáchilas 2024 |
| Sucumbíos Un cupo                      | Río Aguarico Fútbol Club | Campeón de la Segunda Categoría de Sucumbíos 2024 |
| Tungurahua 2 cupos                     | Club Baños Ciudad de Fuego Club Social y Deportivo El Globo | Campeón de la Segunda Categoría de Tungurahua 2024 Subcampeón de la Segunda Categoría de Tungurahua 2024 |
| Zamora Chinchipe 2 cupos               | Ecuagenera Sporting Club Club Deportivo Primero de Mayo | Campeón de la Segunda Categoría de Zamora Chinchipe 2024 Subcampeón de la Segunda Categoría de Zamora Chinchipe 2024 |

## Fase nacional

### Primera ronda
Esta fase la disputaron los 64 equipos clasificados de los torneos provinciales. Se enfrentaron entre el 27 de septiembre y 6 de octubre de 2024, los emparejamientos se configuraron por sorteo el 16 de septiembre de 2024, clasificaron 32 equipos a los diesiseisavos de final.
| Fechas                          | Local en la ida       | Global         | Local en la vuelta      | Ida   | Vuelta | Llave |
| ------------------------------- | --------------------- | -------------- | ----------------------- | ----- | ------ | ----- |
| 28 de septiembre y 5 de octubre | La Cantera            | 1 – 4          | Guaranda                | 1 – 3 | 0 – 1  | T1    |
| 28 de septiembre y 5 de octubre | Independiente Azogues | 0 – 4          | Naranja Mekánica        | 0 – 2 | 0 – 2  | T2    |
| 28 de septiembre y 5 de octubre | Primero de Mayo       | 5 – 0          | Sportivo Loja           | 3 – 0 | 2 – 0  | T3    |
| 28 de septiembre y 5 de octubre | 11 de Mayo            | 7 – 0          | Deportivo Coca          | 5 – 0 | 2 – 0  | T4    |
| 28 de septiembre y 6 de octubre | Jipijapa              | 3 – 2          | Panamericana            | 2 – 1 | 1 – 1  | T5    |
| 28 de septiembre y 5 de octubre | Bonita Banana         | 2 – 2 (1:4 p.) | Luz Valdivia            | 1 – 1 | 1 – 1  | T6    |
| 29 de septiembre y 5 de octubre | New SanFra            | 2 – 3          | San Camilo              | 2 – 1 | 0 – 2  | T7    |
| 28 de septiembre y 6 de octubre | La Unión              | 2 – 2 (6:5 p.) | Baños Ciudad de Fuego   | 1 – 0 | 1 – 2  | T8    |
| 28 de septiembre y 4 de octubre | Huancavilca           | 3 – 1          | Río Aguarico            | 2 – 0 | 1 – 1  | T9    |
| 28 de septiembre y 4 de octubre | New Porto             | 4 – 1          | Búhos ULVR              | 3 – 0 | 1 – 1  | T10   |
| 27 de septiembre y 5 de octubre | Aampetra              | 2 – 3          | Patria                  | 2 – 1 | 0 – 2  | T11   |
| 28 de septiembre y 6 de octubre | Atlético JBG          | 6 – 3          | Baldor Bermeo Cabrera   | 1 – 1 | 5 – 2  | T12   |
| 28 de septiembre y 4 de octubre | Filanbanco            | 2 – 5          | Huaquillas              | 1 – 4 | 1 – 1  | T13   |
| 28 de septiembre y 6 de octubre | Miguel Iturralde      | 3 – 1          | El Globo                | 2 – 0 | 1 – 1  | T14   |
| 27 de septiembre y 4 de octubre | Deportivo Meridiano   | 0 – 1          | Cuenca Juniors          | 0 – 0 | 0 – 1  | T15   |
| 30 de septiembre y 5 de octubre | AV25                  | 1 – 4          | La Troncal              | 0 – 3 | 1 – 1  | T16   |
| 27 de septiembre y 5 de octubre | Exapromo Costa        | 0 – 3          | 22 de Julio             | 0 – 1 | 0 – 2  | T17   |
| 29 de septiembre y 6 de octubre | Liga de Cuenca        | 0 – 4          | Olmedo                  | 0 – 1 | 0 – 3  | T18   |
| 27 de septiembre y 6 de octubre | Juventud Italiana     | 1 – 0          | Montúfar                | 1 – 0 | 0 – 0  | T19   |
| 28 de septiembre y 5 de octubre | La Concordia          | 1 – 2          | Daquilema               | 0 – 1 | 1 – 1  | T20   |
| 28 de septiembre y 4 de octubre | Astillero             | 1 – 2          | Aviced                  | 1 – 0 | 0 – 2  | T21   |
| 29 de septiembre y 6 de octubre | Puerto Valle          | 0 – 7          | Santa Elena Sumpa       | 0 – 4 | 0 – 3  | T22   |
| 29 de septiembre y 6 de octubre | 5 de Agosto           | 0 – 4          | Deportivo Quevedo       | 0 – 2 | 0 – 2  | T23   |
| 29 de septiembre y 6 de octubre | Deportivo Quito       | 5 – 1          | Santa Elena             | 3 – 0 | 2 – 1  | T24   |
| 28 de septiembre y 5 de octubre | Everest               | 1 – 1 (3:2 p.) | Deportivo Santo Domingo | 0 – 1 | 1 – 0  | T25   |
| 29 de septiembre y 5 de octubre | La Paz                | 3 – 3 (6:5 p.) | Insutec                 | 2 – 2 | 1 – 1  | T26   |
| 28 de septiembre y 6 de octubre | Estrella Roja         | 2 – 3          | Liga de Portoviejo      | 1 – 1 | 1 – 2  | T27   |
| 28 de septiembre y 5 de octubre | Atlético Quinindé     | 1 – 4          | Mineros                 | 0 – 2 | 1 – 2  | T28   |
| 29 de septiembre y 6 de octubre | Atlético Vinotinto    | 7 – 3          | Udinense                | 5 – 1 | 2 – 2  | T29   |
| 28 de septiembre y 6 de octubre | Atlético Kin          | 3 – 5          | Ecuagenera              | 2 – 3 | 1 – 2  | T30   |
| 28 de septiembre y 5 de octubre | Toreros               | 5 – 0          | Liga de Macas           | 4 – 0 | 1 – 0  | T31   |
| 29 de septiembre y 5 de octubre | Cantera Orense        | 6 – 2          | La Cantera de Pastaza   | 4 – 2 | 2 – 0  | T32   |

### Cuadro de desarrollo
El cuadro final lo disputaron los 32 equipos clasificados de la primera ronda, se emparejaron desde la ronda de dieciseisavos de final. La conformación de las llaves se realizó por parte del Departamento de Competiciones de la FEF el 9 de octubre de 2024.
|  | Dieciseisavos de final             | Dieciseisavos de final | Dieciseisavos de final             | Dieciseisavos de final | Dieciseisavos de final |   |                       | Octavos de final     | Octavos de final     | Octavos de final     | Octavos de final     | Octavos de final     |  |                      | Cuartos de final      | Cuartos de final      | Cuartos de final      | Cuartos de final      | Cuartos de final      |  |                       | Semifinales                      | Semifinales                      | Semifinales                      | Semifinales                      | Semifinales                      |  |                       | Final           | Final           | Final           |  |
|  | 18 al 27 de octubre                | 18 al 27 de octubre    | 18 al 27 de octubre                | 18 al 27 de octubre    | 18 al 27 de octubre    |   |                       | 2 al 13 de noviembre | 2 al 13 de noviembre | 2 al 13 de noviembre | 2 al 13 de noviembre | 2 al 13 de noviembre |  |                      | 15 al 24 de noviembre | 15 al 24 de noviembre | 15 al 24 de noviembre | 15 al 24 de noviembre | 15 al 24 de noviembre |  |                       | 29 de noviembre y 7 de diciembre | 29 de noviembre y 7 de diciembre | 29 de noviembre y 7 de diciembre | 29 de noviembre y 7 de diciembre | 29 de noviembre y 7 de diciembre |  |                       | 15 de diciembre | 15 de diciembre | 15 de diciembre |  |
|  |                                    |                        |                                    |                        |                        |   |                       |                      |                      |                      |                      |                      |  |                      |                       |                       |                       |                       |                       |  |                       |                                  |                                  |                                  |                                  |                                  |  |                       |                 |                 |                 |  |
|  |                                    |                        |                                    |                        |                        |   |                       |                      |                      |                      |                      |                      |  |                      |                       |                       |                       |                       |                       |  |                       |                                  |                                  |                                  |                                  |                                  |  |                       |                 |                 |                 |  |
|  | Bandera de Azuay                   | Aviced                 | 0                                  | 2                      | 2 (5)                  |   |                       |                      |                      |                      |                      |                      |  |                      |                       |                       |                       |                       |                       |  |                       |                                  |                                  |                                  |                                  |                                  |  |                       |                 |                 |                 |  |
|  | Bandera de Azuay                   | Aviced                 | 0                                  | 2                      | 2 (5)                  |   |                       |                      |                      |                      |                      |                      |  |                      |                       |                       |                       |                       |                       |  |                       |                                  |                                  |                                  |                                  |                                  |  |                       |                 |                 |                 |  |
|  | Bandera de Guayas                  | Everest                | 0                                  | 2                      | 2 (4)                  |   |                       |                      |                      |                      |                      |                      |  |                      |                       |                       |                       |                       |                       |  |                       |                                  |                                  |                                  |                                  |                                  |  |                       |                 |                 |                 |  |
|  | Bandera de Guayas                  | Everest                | 0                                  | 2                      | 2 (4)                  |   | Bandera de Azuay      | Aviced               | 0                    | 2                    | 2                    |                      |  |                      |                       |                       |                       |                       |                       |  |                       |                                  |                                  |                                  |                                  |                                  |  |                       |                 |                 |                 |  |
|  |                                    |                        |                                    |                        |                        |   | Bandera de Azuay      | Aviced               | 0                    | 2                    | 2                    |                      |  |                      |                       |                       |                       |                       |                       |  |                       |                                  |                                  |                                  |                                  |                                  |  |                       |                 |                 |                 |  |
|  |                                    |                        | Bandera de Zamora Chinchipe        | Primero de Mayo        | 0                      | 0 | 0                     |                      |                      |                      |                      |                      |  |                      |                       |                       |                       |                       |                       |  |                       |                                  |                                  |                                  |                                  |                                  |  |                       |                 |                 |                 |  |
|  | Bandera de Manabí                  | New Porto              | Bandera de Zamora Chinchipe        | Primero de Mayo        | 0                      | 0 | 0                     | 0                    | 0                    | 0                    |                      |                      |  |                      |                       |                       |                       |                       |                       |  |                       |                                  |                                  |                                  |                                  |                                  |  |                       |                 |                 |                 |  |
|  | Bandera de Manabí                  | New Porto              |                                    |                        |                        |   |                       |                      |                      | 0                    |                      |                      |  |                      |                       |                       |                       |                       |                       |  |                       |                                  |                                  |                                  |                                  |                                  |  |                       |                 |                 |                 |  |
|  | Bandera de Zamora Chinchipe        | Primero de Mayo        | 3                                  | 2                      | 5                      |   |                       |                      |                      |                      |                      |                      |  |                      |                       |                       |                       |                       |                       |  |                       |                                  |                                  |                                  |                                  |                                  |  |                       |                 |                 |                 |  |
|  | Bandera de Zamora Chinchipe        | Primero de Mayo        | 3                                  | 2                      | 5                      |   |                       |                      |                      |                      |                      |                      |  | Bandera de Azuay     | Aviced                | 0                     | 0                     | 0                     |                       |  |                       |                                  |                                  |                                  |                                  |                                  |  |                       |                 |                 |                 |  |
|  |                                    |                        |                                    |                        |                        |   |                       |                      |                      |                      |                      |                      |  | Bandera de Azuay     | Aviced                | 0                     | 0                     | 0                     |                       |  |                       |                                  |                                  |                                  |                                  |                                  |  |                       |                 |                 |                 |  |
|  |                                    |                        | Bandera de Esmeraldas              | 22 de Julio            | 0                      | 1 | 1                     |                      |                      |                      |                      |                      |  |                      |                       |                       |                       |                       |                       |  |                       |                                  |                                  |                                  |                                  |                                  |  |                       |                 |                 |                 |  |
|  | Bandera de Esmeraldas              | 22 de Julio            | Bandera de Esmeraldas              | 22 de Julio            | 0                      | 1 | 1                     | 4                    | 1                    | 5                    |                      |                      |  |                      |                       |                       |                       |                       |                       |  |                       |                                  |                                  |                                  |                                  |                                  |  |                       |                 |                 |                 |  |
|  | Bandera de Esmeraldas              | 22 de Julio            |                                    |                        |                        |   |                       |                      |                      | 5                    |                      |                      |  |                      |                       |                       |                       |                       |                       |  |                       |                                  |                                  |                                  |                                  |                                  |  |                       |                 |                 |                 |  |
|  | Bandera de Los Ríos                | San Camilo             | 0                                  | 3                      | 3                      |   |                       |                      |                      |                      |                      |                      |  |                      |                       |                       |                       |                       |                       |  |                       |                                  |                                  |                                  |                                  |                                  |  |                       |                 |                 |                 |  |
|  | Bandera de Los Ríos                | San Camilo             | 0                                  | 3                      | 3                      |   | Bandera de Esmeraldas | 22 de Julio          | 2                    | 2                    | 4                    |                      |  |                      |                       |                       |                       |                       |                       |  |                       |                                  |                                  |                                  |                                  |                                  |  |                       |                 |                 |                 |  |
|  |                                    |                        |                                    |                        |                        |   | Bandera de Esmeraldas | 22 de Julio          | 2                    | 2                    | 4                    |                      |  |                      |                       |                       |                       |                       |                       |  |                       |                                  |                                  |                                  |                                  |                                  |  |                       |                 |                 |                 |  |
|  |                                    |                        | Bandera de Santa Elena (provincia) | Huancavilca            | 1                      | 0 | 1                     |                      |                      |                      |                      |                      |  |                      |                       |                       |                       |                       |                       |  |                       |                                  |                                  |                                  |                                  |                                  |  |                       |                 |                 |                 |  |
|  | Bandera de Zamora Chinchipe        | Ecuagenera             | Bandera de Santa Elena (provincia) | Huancavilca            | 1                      | 0 | 1                     | 2                    | 2                    | 4 (4)                |                      |                      |  |                      |                       |                       |                       |                       |                       |  |                       |                                  |                                  |                                  |                                  |                                  |  |                       |                 |                 |                 |  |
|  | Bandera de Zamora Chinchipe        | Ecuagenera             |                                    |                        |                        |   |                       |                      |                      | 4 (4)                |                      |                      |  |                      |                       |                       |                       |                       |                       |  |                       |                                  |                                  |                                  |                                  |                                  |  |                       |                 |                 |                 |  |
|  | Bandera de Santa Elena (provincia) | Huancavilca            | 2                                  | 2                      | 4 (5)                  |   |                       |                      |                      |                      |                      |                      |  |                      |                       |                       |                       |                       |                       |  |                       |                                  |                                  |                                  |                                  |                                  |  |                       |                 |                 |                 |  |
|  | Bandera de Santa Elena (provincia) | Huancavilca            | 2                                  | 2                      | 4 (5)                  |   |                       |                      |                      |                      |                      |                      |  |                      |                       |                       |                       |                       |                       |  | Bandera de Esmeraldas | 22 de Julio                      | 0                                | 0                                | 0 (5)                            |                                  |  |                       |                 |                 |                 |  |
|  |                                    |                        |                                    |                        |                        |   |                       |                      |                      |                      |                      |                      |  |                      |                       |                       |                       |                       |                       |  | Bandera de Esmeraldas | 22 de Julio                      | 0                                | 0                                | 0 (5)                            |                                  |  |                       |                 |                 |                 |  |
|  |                                    |                        | Bandera de Manabí                  | Liga de Portoviejo     | 0                      | 0 | 0 (3)                 |                      |                      |                      |                      |                      |  |                      |                       |                       |                       |                       |                       |  |                       |                                  |                                  |                                  |                                  |                                  |  |                       |                 |                 |                 |  |
|  | Bandera de El Oro                  | Huaquillas             | Bandera de Manabí                  | Liga de Portoviejo     | 0                      | 0 | 0 (3)                 | 1                    | 1                    | 2                    |                      |                      |  |                      |                       |                       |                       |                       |                       |  |                       |                                  |                                  |                                  |                                  |                                  |  |                       |                 |                 |                 |  |
|  | Bandera de El Oro                  | Huaquillas             |                                    |                        |                        |   |                       |                      |                      | 2                    |                      |                      |  |                      |                       |                       |                       |                       |                       |  |                       |                                  |                                  |                                  |                                  |                                  |  |                       |                 |                 |                 |  |
|  | Bandera de Guayas                  | Naranja Mekánica       | 5                                  | 1                      | 6                      |   |                       |                      |                      |                      |                      |                      |  |                      |                       |                       |                       |                       |                       |  |                       |                                  |                                  |                                  |                                  |                                  |  |                       |                 |                 |                 |  |
|  | Bandera de Guayas                  | Naranja Mekánica       | 5                                  | 1                      | 6                      |   | Bandera de Guayas     | Naranja Mekánica     | 0                    | 1                    | 1                    |                      |  |                      |                       |                       |                       |                       |                       |  |                       |                                  |                                  |                                  |                                  |                                  |  |                       |                 |                 |                 |  |
|  |                                    |                        |                                    |                        |                        |   | Bandera de Guayas     | Naranja Mekánica     | 0                    | 1                    | 1                    |                      |  |                      |                       |                       |                       |                       |                       |  |                       |                                  |                                  |                                  |                                  |                                  |  |                       |                 |                 |                 |  |
|  |                                    |                        | Bandera de Manabí                  | Liga de Portoviejo     | 2                      | 1 | 3                     |                      |                      |                      |                      |                      |  |                      |                       |                       |                       |                       |                       |  |                       |                                  |                                  |                                  |                                  |                                  |  |                       |                 |                 |                 |  |
|  | Bandera de Chimborazo              | Daquilema              | Bandera de Manabí                  | Liga de Portoviejo     | 2                      | 1 | 3                     | 0                    | 1                    | 1                    |                      |                      |  |                      |                       |                       |                       |                       |                       |  |                       |                                  |                                  |                                  |                                  |                                  |  |                       |                 |                 |                 |  |
|  | Bandera de Chimborazo              | Daquilema              |                                    |                        |                        |   |                       |                      |                      | 1                    |                      |                      |  |                      |                       |                       |                       |                       |                       |  |                       |                                  |                                  |                                  |                                  |                                  |  |                       |                 |                 |                 |  |
|  | Bandera de Manabí                  | Liga de Portoviejo     | 1                                  | 1                      | 2                      |   |                       |                      |                      |                      |                      |                      |  |                      |                       |                       |                       |                       |                       |  |                       |                                  |                                  |                                  |                                  |                                  |  |                       |                 |                 |                 |  |
|  | Bandera de Manabí                  | Liga de Portoviejo     | 1                                  | 1                      | 2                      |   |                       |                      |                      |                      |                      |                      |  | Bandera de Manabí    | Liga de Portoviejo    | 1                     | 2                     | 3                     |                       |  |                       |                                  |                                  |                                  |                                  |                                  |  |                       |                 |                 |                 |  |
|  |                                    |                        |                                    |                        |                        |   |                       |                      |                      |                      |                      |                      |  | Bandera de Manabí    | Liga de Portoviejo    | 1                     | 2                     | 3                     |                       |  |                       |                                  |                                  |                                  |                                  |                                  |  |                       |                 |                 |                 |  |
|  |                                    |                        | Bandera de Pichincha               | Deportivo Quito        | 0                      | 0 | 0                     |                      |                      |                      |                      |                      |  |                      |                       |                       |                       |                       |                       |  |                       |                                  |                                  |                                  |                                  |                                  |  |                       |                 |                 |                 |  |
|  | Bandera de Pichincha               | Deportivo Quito        | Bandera de Pichincha               | Deportivo Quito        | 0                      | 0 | 0                     | 1                    | 0                    | 1 (3)                |                      |                      |  |                      |                       |                       |                       |                       |                       |  |                       |                                  |                                  |                                  |                                  |                                  |  |                       |                 |                 |                 |  |
|  | Bandera de Pichincha               | Deportivo Quito        |                                    |                        |                        |   |                       |                      |                      | 1 (3)                |                      |                      |  |                      |                       |                       |                       |                       |                       |  |                       |                                  |                                  |                                  |                                  |                                  |  |                       |                 |                 |                 |  |
|  | Bandera de El Oro                  | Cantera Orense         | 1                                  | 0                      | 1 (2)                  |   |                       |                      |                      |                      |                      |                      |  |                      |                       |                       |                       |                       |                       |  |                       |                                  |                                  |                                  |                                  |                                  |  |                       |                 |                 |                 |  |
|  | Bandera de El Oro                  | Cantera Orense         | 1                                  | 0                      | 1 (2)                  |   | Bandera de Pichincha  | Deportivo Quito      | 1                    | 3                    | 4                    |                      |  |                      |                       |                       |                       |                       |                       |  |                       |                                  |                                  |                                  |                                  |                                  |  |                       |                 |                 |                 |  |
|  |                                    |                        |                                    |                        |                        |   | Bandera de Pichincha  | Deportivo Quito      | 1                    | 3                    | 4                    |                      |  |                      |                       |                       |                       |                       |                       |  |                       |                                  |                                  |                                  |                                  |                                  |  |                       |                 |                 |                 |  |
|  |                                    |                        | Bandera de Guayas                  | Toreros                | 1                      | 0 | 1                     |                      |                      |                      |                      |                      |  |                      |                       |                       |                       |                       |                       |  |                       |                                  |                                  |                                  |                                  |                                  |  |                       |                 |                 |                 |  |
|  | Bandera de Santa Elena (provincia) | Santa Elena Sumpa      | Bandera de Guayas                  | Toreros                | 1                      | 0 | 1                     | 1                    | 1                    | 2                    |                      |                      |  |                      |                       |                       |                       |                       |                       |  |                       |                                  |                                  |                                  |                                  |                                  |  |                       |                 |                 |                 |  |
|  | Bandera de Santa Elena (provincia) | Santa Elena Sumpa      |                                    |                        |                        |   |                       |                      |                      | 2                    |                      |                      |  |                      |                       |                       |                       |                       |                       |  |                       |                                  |                                  |                                  |                                  |                                  |  |                       |                 |                 |                 |  |
|  | Bandera de Guayas                  | Toreros                | 2                                  | 2                      | 4                      |   |                       |                      |                      |                      |                      |                      |  |                      |                       |                       |                       |                       |                       |  |                       |                                  |                                  |                                  |                                  |                                  |  |                       |                 |                 |                 |  |
|  | Bandera de Guayas                  | Toreros                | 2                                  | 2                      | 4                      |   |                       |                      |                      |                      |                      |                      |  |                      |                       |                       |                       |                       |                       |  |                       |                                  |                                  |                                  |                                  |                                  |  | Bandera de Esmeraldas | 22 de Julio     | 2               |                 |  |
|  |                                    |                        |                                    |                        |                        |   |                       |                      |                      |                      |                      |                      |  |                      |                       |                       |                       |                       |                       |  |                       |                                  |                                  |                                  |                                  |                                  |  | Bandera de Esmeraldas | 22 de Julio     | 2               |                 |  |
|  |                                    |                        | Bandera de Pichincha               | Atlético Vinotinto     | 1                      |   |                       |                      |                      |                      |                      |                      |  |                      |                       |                       |                       |                       |                       |  |                       |                                  |                                  |                                  |                                  |                                  |  |                       |                 |                 |                 |  |
|  | Bandera de Azuay                   | Cuenca Juniors         | Bandera de Pichincha               | Atlético Vinotinto     | 1                      | 1 | 0                     | 1                    |                      |                      |                      |                      |  |                      |                       |                       |                       |                       |                       |  |                       |                                  |                                  |                                  |                                  |                                  |  |                       |                 |                 |                 |  |
|  | Bandera de Azuay                   | Cuenca Juniors         |                                    |                        |                        |   |                       |                      |                      |                      |                      |                      |  |                      |                       |                       |                       |                       |                       |  |                       |                                  |                                  |                                  |                                  |                                  |  |                       |                 |                 |                 |  |
|  | Bandera de Bolívar                 | Guaranda               | 0                                  | 0                      | 0                      |   |                       |                      |                      |                      |                      |                      |  |                      |                       |                       |                       |                       |                       |  |                       |                                  |                                  |                                  |                                  |                                  |  |                       |                 |                 |                 |  |
|  | Bandera de Bolívar                 | Guaranda               | 0                                  | 0                      | 0                      |   | Bandera de Azuay      | Cuenca Juniors       | 1                    | 0                    | 1                    |                      |  |                      |                       |                       |                       |                       |                       |  |                       |                                  |                                  |                                  |                                  |                                  |  |                       |                 |                 |                 |  |
|  |                                    |                        |                                    |                        |                        |   | Bandera de Azuay      | Cuenca Juniors       | 1                    | 0                    | 1                    |                      |  |                      |                       |                       |                       |                       |                       |  |                       |                                  |                                  |                                  |                                  |                                  |  |                       |                 |                 |                 |  |
|  |                                    |                        | Bandera de Cañar                   | La Troncal             | 0                      | 0 | 0                     |                      |                      |                      |                      |                      |  |                      |                       |                       |                       |                       |                       |  |                       |                                  |                                  |                                  |                                  |                                  |  |                       |                 |                 |                 |  |
|  | Bandera de Cañar                   | La Troncal             | Bandera de Cañar                   | La Troncal             | 0                      | 0 | 0                     | 2                    | 2                    | 4 (10)               |                      |                      |  |                      |                       |                       |                       |                       |                       |  |                       |                                  |                                  |                                  |                                  |                                  |  |                       |                 |                 |                 |  |
|  | Bandera de Cañar                   | La Troncal             |                                    |                        |                        |   |                       |                      |                      | 4 (10)               |                      |                      |  |                      |                       |                       |                       |                       |                       |  |                       |                                  |                                  |                                  |                                  |                                  |  |                       |                 |                 |                 |  |
|  | Bandera de Manabí                  | Juventud Italiana      | 3                                  | 1                      | 4 (9)                  |   |                       |                      |                      |                      |                      |                      |  |                      |                       |                       |                       |                       |                       |  |                       |                                  |                                  |                                  |                                  |                                  |  |                       |                 |                 |                 |  |
|  | Bandera de Manabí                  | Juventud Italiana      | 3                                  | 1                      | 4 (9)                  |   |                       |                      |                      |                      |                      |                      |  | Bandera de Azuay     | Cuenca Juniors        | 0                     | 0                     | 0                     |                       |  |                       |                                  |                                  |                                  |                                  |                                  |  |                       |                 |                 |                 |  |
|  |                                    |                        |                                    |                        |                        |   |                       |                      |                      |                      |                      |                      |  | Bandera de Azuay     | Cuenca Juniors        | 0                     | 0                     | 0                     |                       |  |                       |                                  |                                  |                                  |                                  |                                  |  |                       |                 |                 |                 |  |
|  |                                    |                        | Bandera de Cotopaxi                | La Unión               | 1                      | 0 | 1                     |                      |                      |                      |                      |                      |  |                      |                       |                       |                       |                       |                       |  |                       |                                  |                                  |                                  |                                  |                                  |  |                       |                 |                 |                 |  |
|  | Bandera de Guayas                  | Patria                 | Bandera de Cotopaxi                | La Unión               | 1                      | 0 | 1                     | 0                    | 0                    | 0                    |                      |                      |  |                      |                       |                       |                       |                       |                       |  |                       |                                  |                                  |                                  |                                  |                                  |  |                       |                 |                 |                 |  |
|  | Bandera de Guayas                  | Patria                 |                                    |                        |                        |   |                       |                      |                      | 0                    |                      |                      |  |                      |                       |                       |                       |                       |                       |  |                       |                                  |                                  |                                  |                                  |                                  |  |                       |                 |                 |                 |  |
|  | Bandera de Manabí                  | 11 de Mayo             | 3                                  | 3                      | 6                      |   |                       |                      |                      |                      |                      |                      |  |                      |                       |                       |                       |                       |                       |  |                       |                                  |                                  |                                  |                                  |                                  |  |                       |                 |                 |                 |  |
|  | Bandera de Manabí                  | 11 de Mayo             | 3                                  | 3                      | 6                      |   | Bandera de Manabí     | 11 de Mayo           | 0                    | 0                    | 0 (3)                |                      |  |                      |                       |                       |                       |                       |                       |  |                       |                                  |                                  |                                  |                                  |                                  |  |                       |                 |                 |                 |  |
|  |                                    |                        |                                    |                        |                        |   | Bandera de Manabí     | 11 de Mayo           | 0                    | 0                    | 0 (3)                |                      |  |                      |                       |                       |                       |                       |                       |  |                       |                                  |                                  |                                  |                                  |                                  |  |                       |                 |                 |                 |  |
|  |                                    |                        | Bandera de Cotopaxi                | La Unión               | 0                      | 0 | 0 (5)                 |                      |                      |                      |                      |                      |  |                      |                       |                       |                       |                       |                       |  |                       |                                  |                                  |                                  |                                  |                                  |  |                       |                 |                 |                 |  |
|  | Bandera de Santa Elena (provincia) | Luz Valdivia           | Bandera de Cotopaxi                | La Unión               | 0                      | 0 | 0 (5)                 | 0                    | 1                    | 1                    |                      |                      |  |                      |                       |                       |                       |                       |                       |  |                       |                                  |                                  |                                  |                                  |                                  |  |                       |                 |                 |                 |  |
|  | Bandera de Santa Elena (provincia) | Luz Valdivia           |                                    |                        |                        |   |                       |                      |                      | 1                    |                      |                      |  |                      |                       |                       |                       |                       |                       |  |                       |                                  |                                  |                                  |                                  |                                  |  |                       |                 |                 |                 |  |
|  | Bandera de Cotopaxi                | La Unión               | 5                                  | 1                      | 6                      |   |                       |                      |                      |                      |                      |                      |  |                      |                       |                       |                       |                       |                       |  |                       |                                  |                                  |                                  |                                  |                                  |  |                       |                 |                 |                 |  |
|  | Bandera de Cotopaxi                | La Unión               | 5                                  | 1                      | 6                      |   |                       |                      |                      |                      |                      |                      |  |                      |                       |                       |                       |                       |                       |  | Bandera de Cotopaxi   | La Unión                         | 2                                | 2                                | 4 (4)                            |                                  |  |                       |                 |                 |                 |  |
|  |                                    |                        |                                    |                        |                        |   |                       |                      |                      |                      |                      |                      |  |                      |                       |                       |                       |                       |                       |  | Bandera de Cotopaxi   | La Unión                         | 2                                | 2                                | 4 (4)                            |                                  |  |                       |                 |                 |                 |  |
|  |                                    |                        | Bandera de Pichincha               | Atlético Vinotinto     | 2                      | 2 | 4 (5)                 |                      |                      |                      |                      |                      |  |                      |                       |                       |                       |                       |                       |  |                       |                                  |                                  |                                  |                                  |                                  |  |                       |                 |                 |                 |  |
|  | Bandera de Los Ríos                | Deportivo Quevedo      | Bandera de Pichincha               | Atlético Vinotinto     | 2                      | 2 | 4 (5)                 | 0                    | 1                    | 1                    |                      |                      |  |                      |                       |                       |                       |                       |                       |  |                       |                                  |                                  |                                  |                                  |                                  |  |                       |                 |                 |                 |  |
|  | Bandera de Los Ríos                | Deportivo Quevedo      |                                    |                        |                        |   |                       |                      |                      | 1                    |                      |                      |  |                      |                       |                       |                       |                       |                       |  |                       |                                  |                                  |                                  |                                  |                                  |  |                       |                 |                 |                 |  |
|  | Bandera de Manabí                  | Jipijapa               | 0                                  | 0                      | 0                      |   |                       |                      |                      |                      |                      |                      |  |                      |                       |                       |                       |                       |                       |  |                       |                                  |                                  |                                  |                                  |                                  |  |                       |                 |                 |                 |  |
|  | Bandera de Manabí                  | Jipijapa               | 0                                  | 0                      | 0                      |   | Bandera de Los Ríos   | Deportivo Quevedo    | 0                    | 1                    | 1                    |                      |  |                      |                       |                       |                       |                       |                       |  |                       |                                  |                                  |                                  |                                  |                                  |  |                       |                 |                 |                 |  |
|  |                                    |                        |                                    |                        |                        |   | Bandera de Los Ríos   | Deportivo Quevedo    | 0                    | 1                    | 1                    |                      |  |                      |                       |                       |                       |                       |                       |  |                       |                                  |                                  |                                  |                                  |                                  |  |                       |                 |                 |                 |  |
|  |                                    |                        | Bandera de Pichincha               | Atlético Vinotinto     | 2                      | 0 | 2                     |                      |                      |                      |                      |                      |  |                      |                       |                       |                       |                       |                       |  |                       |                                  |                                  |                                  |                                  |                                  |  |                       |                 |                 |                 |  |
|  | Bandera de Chimborazo              | Olmedo                 | Bandera de Pichincha               | Atlético Vinotinto     | 2                      | 0 | 2                     | 1                    | 0                    | 1 (2)                |                      |                      |  |                      |                       |                       |                       |                       |                       |  |                       |                                  |                                  |                                  |                                  |                                  |  |                       |                 |                 |                 |  |
|  | Bandera de Chimborazo              | Olmedo                 |                                    |                        |                        |   |                       |                      |                      | 1 (2)                |                      |                      |  |                      |                       |                       |                       |                       |                       |  |                       |                                  |                                  |                                  |                                  |                                  |  |                       |                 |                 |                 |  |
|  | Bandera de Pichincha               | Atlético Vinotinto     | 1                                  | 0                      | 1 (4)                  |   |                       |                      |                      |                      |                      |                      |  |                      |                       |                       |                       |                       |                       |  |                       |                                  |                                  |                                  |                                  |                                  |  |                       |                 |                 |                 |  |
|  | Bandera de Pichincha               | Atlético Vinotinto     | 1                                  | 0                      | 1 (4)                  |   |                       |                      |                      |                      |                      |                      |  | Bandera de Pichincha | Atlético Vinotinto    | 1                     | 2                     | 3                     |                       |  |                       |                                  |                                  |                                  |                                  |                                  |  |                       |                 |                 |                 |  |
|  |                                    |                        |                                    |                        |                        |   |                       |                      |                      |                      |                      |                      |  | Bandera de Pichincha | Atlético Vinotinto    | 1                     | 2                     | 3                     |                       |  |                       |                                  |                                  |                                  |                                  |                                  |  |                       |                 |                 |                 |  |
|  |                                    |                        | Bandera de Manabí                  | La Paz                 | 0                      | 1 | 1                     |                      |                      |                      |                      |                      |  |                      |                       |                       |                       |                       |                       |  |                       |                                  |                                  |                                  |                                  |                                  |  |                       |                 |                 |                 |  |
|  | Bandera de Bolívar                 | Mineros                | Bandera de Manabí                  | La Paz                 | 0                      | 1 | 1                     | 2                    | 2                    | 4                    |                      |                      |  |                      |                       |                       |                       |                       |                       |  |                       |                                  |                                  |                                  |                                  |                                  |  |                       |                 |                 |                 |  |
|  | Bandera de Bolívar                 | Mineros                |                                    |                        |                        |   |                       |                      |                      | 4                    |                      |                      |  |                      |                       |                       |                       |                       |                       |  |                       |                                  |                                  |                                  |                                  |                                  |  |                       |                 |                 |                 |  |
|  | Bandera de Pichincha               | Miguel Iturralde       | 0                                  | 1                      | 1                      |   |                       |                      |                      |                      |                      |                      |  |                      |                       |                       |                       |                       |                       |  |                       |                                  |                                  |                                  |                                  |                                  |  |                       |                 |                 |                 |  |
|  | Bandera de Pichincha               | Miguel Iturralde       | 0                                  | 1                      | 1                      |   | Bandera de Bolívar    | Mineros              | 1                    | 1                    | 2                    |                      |  |                      |                       |                       |                       |                       |                       |  |                       |                                  |                                  |                                  |                                  |                                  |  |                       |                 |                 |                 |  |
|  |                                    |                        |                                    |                        |                        |   | Bandera de Bolívar    | Mineros              | 1                    | 1                    | 2                    |                      |  |                      |                       |                       |                       |                       |                       |  |                       |                                  |                                  |                                  |                                  |                                  |  |                       |                 |                 |                 |  |
|  |                                    |                        | Bandera de Manabí                  | La Paz                 | 2                      | 1 | 3                     |                      |                      |                      |                      |                      |  |                      |                       |                       |                       |                       |                       |  |                       |                                  |                                  |                                  |                                  |                                  |  |                       |                 |                 |                 |  |
|  | Bandera de Manabí                  | La Paz                 | Bandera de Manabí                  | La Paz                 | 2                      | 1 | 3                     | 0                    | 2                    | 2                    |                      |                      |  |                      |                       |                       |                       |                       |                       |  |                       |                                  |                                  |                                  |                                  |                                  |  |                       |                 |                 |                 |  |
|  | Bandera de Manabí                  | La Paz                 |                                    |                        |                        |   |                       |                      |                      | 2                    |                      |                      |  |                      |                       |                       |                       |                       |                       |  |                       |                                  |                                  |                                  |                                  |                                  |  |                       |                 |                 |                 |  |
|  | Bandera de Guayas                  | Atlético JBG           | 0                                  | 0                      | 0                      |   |                       |                      |                      |                      |                      |                      |  |                      |                       |                       |                       |                       |                       |  |                       |                                  |                                  |                                  |                                  |                                  |  |                       |                 |                 |                 |  |
|  | Bandera de Guayas                  | Atlético JBG           | 0                                  | 0                      | 0                      |   |                       |                      |                      |                      |                      |                      |  |                      |                       |                       |                       |                       |                       |  |                       |                                  |                                  |                                  |                                  |                                  |  |                       |                 |                 |                 |  |
|  |                                    |                        |                                    |                        |                        |   |                       |                      |                      |                      |                      |                      |  |                      |                       |                       |                       |                       |                       |  |                       |                                  |                                  |                                  |                                  |                                  |  |                       |                 |                 |                 |  |

- Nota: El equipo ubicado en la primera línea de cada llave fue el que ejerció la localía en el partido de vuelta, la final se jugó a partido único en cancha neutral.

### Dieciseisavos de final
Esta fase la disputaron los 32 equipos clasificados de los treintaidosavos de final. Se enfrentaron entre el 18 y 27 de octubre de 2024, los emparejamientos se configuraron por sorteo realizado el 9 de octubre de 2024, clasificaron 16 equipos a los octavos de final.
| Fechas             | Local en la ida    | Global          | Local en la vuelta | Ida   | Vuelta | Llave |
| ------------------ | ------------------ | --------------- | ------------------ | ----- | ------ | ----- |
| 20 y 27 de octubre | Jipijapa           | 0 – 1           | Deportivo Quevedo  | 0 – 0 | 0 – 1  | D1    |
| 20 y 27 de octubre | Liga de Portoviejo | 2 – 1           | Daquilema          | 1 – 0 | 1 – 1  | D2    |
| 19 y 26 de octubre | Atlético Vinotinto | 1 – 1 (4:2 p.)  | Olmedo             | 1 – 1 | 0 – 0  | D3    |
| 19 y 27 de octubre | Naranja Mekánica   | 6 – 2           | Huaquillas         | 5 – 1 | 1 – 1  | D4    |
| 19 y 26 de octubre | Atlético JBG       | 0 – 2           | La Paz             | 0 – 0 | 0 – 2  | D5    |
| 20 y 27 de octubre | Cantera Orense     | 1 – 1 (2:3 p.)  | Deportivo Quito    | 1 – 1 | 0 – 0  | D6    |
| 19 y 26 de octubre | Miguel Iturralde   | 1 – 4           | Mineros            | 0 – 2 | 1 – 2  | D7    |
| 19 y 25 de octubre | Toreros            | 4 – 2           | Santa Elena Sumpa  | 2 – 1 | 2 – 1  | D8    |
| 19 y 26 de octubre | La Unión           | 6 – 1           | Luz Valdivia       | 5 – 0 | 1 – 1  | D9    |
| 19 y 26 de octubre | San Camilo         | 3 – 5           | 22 de Julio        | 0 – 4 | 3 – 1  | D10   |
| 19 y 26 de octubre | 11 de Mayo         | 6 – 0           | Patria             | 3 – 0 | 3 – 0  | D11   |
| 19 y 26 de octubre | Huancavilca        | 4 – 4 (5:4 p.)  | Ecuagenera         | 2 – 2 | 2 – 2  | D12   |
| 18 y 26 de octubre | Juventud Italiana  | 4 – 4 (9:10 p.) | La Troncal         | 3 – 2 | 1 – 2  | D13   |
| 19 y 26 de octubre | Everest            | 2 – 2 (4:5 p.)  | Aviced             | 0 – 0 | 2 – 2  | D14   |
| 19 y 26 de octubre | Guaranda           | 0 – 1           | Cuenca Juniors     | 0 – 1 | 0 – 0  | D15   |
| 20 y 26 de octubre | Primero de Mayo    | 5 – 0           | New Porto          | 3 – 0 | 2 – 0  | D16   |

### Octavos de final
Esta fase la disputaron los 16 equipos clasificados de los dieciseisavos de final. Se enfrentaron entre el 2 y 13 de noviembre de 2024, los emparejamientos se configuraron por sorteo realizado el 9 de octubre de 2024, clasificaron 8 equipos a los cuartos de final.
| Fechas              | Local en la ida    | Global         | Local en la vuelta | Ida   | Vuelta | Llave |
| ------------------- | ------------------ | -------------- | ------------------ | ----- | ------ | ----- |
| 3 y 10 de noviembre | Atlético Vinotinto | 2 – 1          | Deportivo Quevedo  | 2 – 0 | 0 – 1  | O1    |
| 2 y 9 de noviembre  | La Paz             | 3 – 2          | Mineros            | 2 – 1 | 1 – 1  | O2    |
| 9 y 13 de noviembre | 11 de Mayo         | 0 – 0 (3:5 p.) | La Unión           | 0 – 0 | 0 – 0  | O3    |
| 2 y 9 de noviembre  | La Troncal         | 0 – 1          | Cuenca Juniors     | 0 – 1 | 0 – 0  | O4    |
| 3 y 10 de noviembre | Liga de Portoviejo | 3 – 1          | Naranja Mekánica   | 2 – 0 | 1 – 1  | O5    |
| 2 y 10 de noviembre | Toreros            | 1 – 4          | Deportivo Quito    | 1 – 1 | 0 – 3  | O6    |
| 2 y 8 de noviembre  | Huancavilca        | 1 – 4          | 22 de Julio        | 1 – 2 | 0 – 2  | O7    |
| 3 y 9 de noviembre  | Primero de Mayo    | 0 – 2          | Aviced             | 0 – 0 | 0 – 2  | O8    |

### Cuartos de final
Esta fase la disputaron los 8 equipos clasificados de los octavos de final. Se enfrentaron entre el 15 y 24 de noviembre de 2024, los emparejamientos se configuraron por sorteo realizado el 9 de octubre de 2024, clasificaron 4 equipos a las semifinales.
| Fechas               | Local en la ida | Global | Local en la vuelta | Ida   | Vuelta | Llave |
| -------------------- | --------------- | ------ | ------------------ | ----- | ------ | ----- |
| 16 y 23 de noviembre | La Paz          | 1 – 3  | Atlético Vinotinto | 0 – 1 | 1 – 2  | C1    |
| 17 y 24 de noviembre | La Unión        | 1 – 0  | Cuenca Juniors     | 1 – 0 | 0 – 0  | C2    |
| 17 y 24 de noviembre | Deportivo Quito | 0 – 3  | Liga de Portoviejo | 0 – 1 | 0 – 2  | C3    |
| 15 y 22 de noviembre | 22 de Julio     | 1 – 0  | Aviced             | 0 – 0 | 1 – 0  | C4    |

### Semifinales
Esta fase la disputaron los 4 equipos clasificados de los cuartos de final. Se enfrentaron entre el 29 de noviembre y 7 de diciembre de 2024, los emparejamientos se configuraron por sorteo realizado el 9 de octubre de 2024, clasificaron 2 equipos a la final y ascendieron a la Serie B 2025.
| Fechas                           | Local en la ida    | Global         | Local en la vuelta | Ida   | Vuelta | Llave |
| -------------------------------- | ------------------ | -------------- | ------------------ | ----- | ------ | ----- |
| 29 de noviembre y 7 de diciembre | Atlético Vinotinto | 4 – 4 (5:4 p.) | La Unión           | 2 – 2 | 2 – 2  | S1    |
| 29 de noviembre y 7 de diciembre | Liga de Portoviejo | 0 – 0 (3:5 p.) | 22 de Julio        | 0 – 0 | 0 – 0  | S2    |

### Final
El partido final lo disputaron los 2 equipos clasificados de las semifinales. Se enfrentaron el 15 de diciembre de 2024 a partido único en el estadio Etho Vega Baquero de la ciudad de Santo Domingo, el ganador se consagró campeón.
| Fecha           | Estadio           | Equipo 1    | Resultado | Equipo 2           |
| --------------- | ----------------- | ----------- | --------- | ------------------ |
| 15 de diciembre | Etho Vega Baquero | 22 de Julio | 2 – 1     | Atlético Vinotinto |

#### Campeón
| Bandera de Esmeraldas                                |
| 22 de Julio 1.er título Ascendió a la Serie B        |
| También ascendió Atlético Vinotinto como subcampeón. |

## Goleadores
- Actualizado en 2024.

| Jugador             | Equipo                | Goles | Penalti |
| ------------------- | --------------------- | ----- | ------- |
| 1. Patricio Vargas  | Atlético Vinotinto    | 6     | -       |
| 2. Horacio García   | Atlético Vinotinto    | 5     | -       |
| 3. Héctor Penayo    | Mineros               | 4     | -       |
| 4. Jorge Mendoza    | 22 de Julio           | 4     | -       |
| 5. Yordan Ayoví     | Baldor Bermeo Cabrera | 3     | -       |
| 6. Hólger Matamoros | Cantera Orense        | 3     | -       |
| 7. Ember Angulo     | Santa Elena Sumpa     | 3     | -       |
| 8. Miguel Grueso    | La Troncal            | 3     | -       |
| 9. Bryan Rodríguez  | La Unión              | 3     | -       |
| 10. Keifrán Ibarra  | 22 de Julio           | 2     | -       |

Fuente:FEF